# Corgatha griseiplaga
Corgatha griseiplaga là một loài bướm đêm trong họ Erebidae.